# Strumenti della Passione

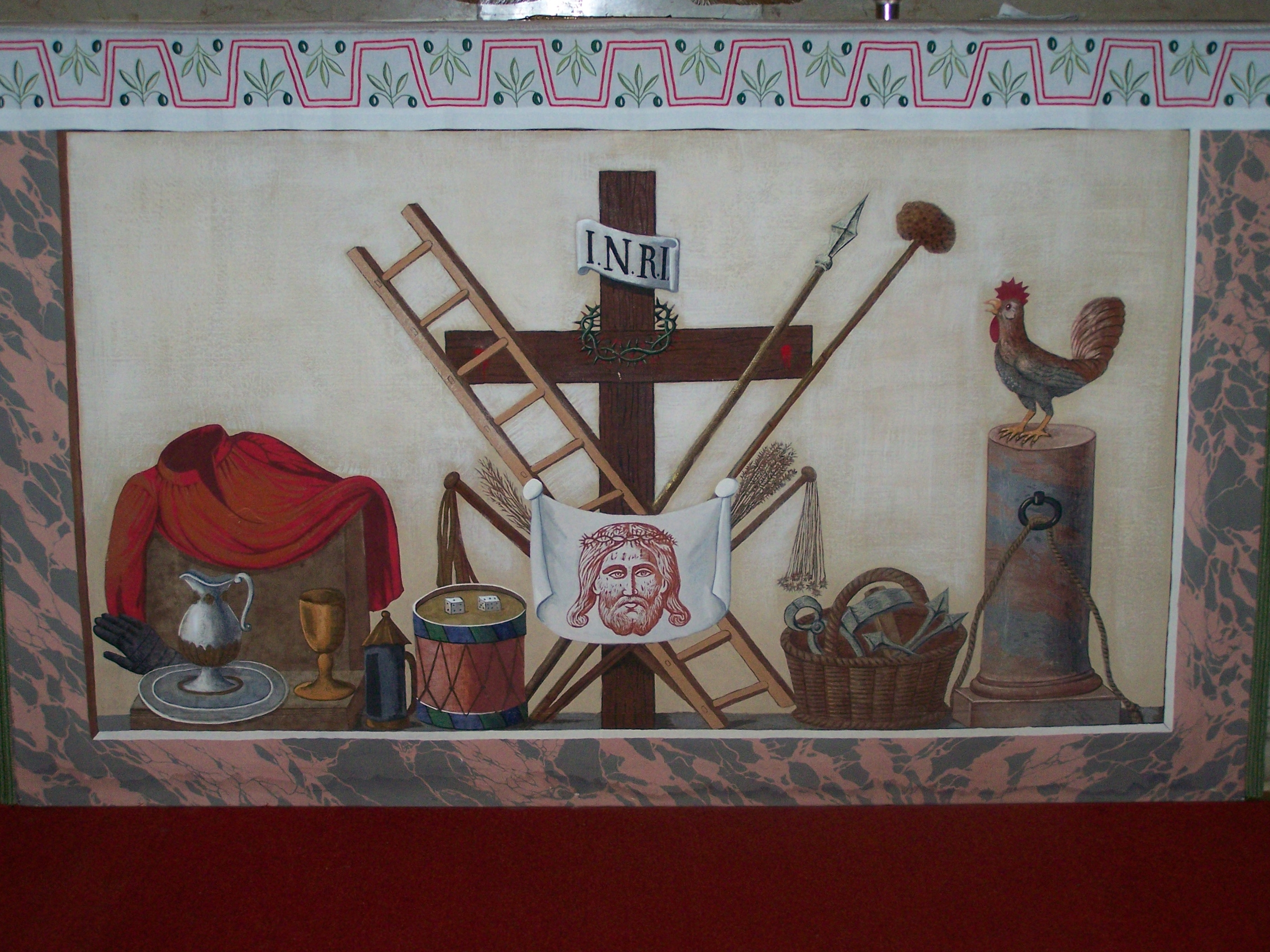
Paliotto settecentesco con gli strumenti della passione di Gesù conservato presso il Santuario di Corbetta (MI): oltre alla croce col titulus crucis, vi si riconoscono (da sinistra a destra) la tunica di Cristo, il guanto che colpì Gesù durante la derisione da parte dei soldati, la brocca per l'acqua usata da Pilato per il lavaggio delle mani, il calice dell'Ultima Cena, la lanterna usata dalle guardie per riconoscere Gesù nell'orto del Getsemani, un tamburo e i dadi usati dai soldati per tirare a sorte la tunica, il flagello, fruste di saggina, la scala, il sudario col volto di Cristo, la corona di spine, la lancia del centurione, la spugna imbevuta di aceto, un cesto coi tre chiodi della crocifissione, martello e tenaglia, la colonna della flagellazione ed il gallo che cantò per il rinnegamento di san Pietro.

Nella tradizione cristiana sono detti strumenti della Passione (in latino arma Christi) gli oggetti che furono usati per la crocifissione di Gesù. Tra di essi i più rilevanti secondo la tradizione sono:
- la croce;
- i chiodi (tre o quattro);
- la corona di spine;
- la lancia con cui Gesù fu trafitto;
- l'iscrizione col motivo della condanna.

Ognuno degli Strumenti è diventato un oggetto di venerazione per i cristiani, raffigurato in icone e dipinti e conservato come reliquia. Ciascun oggetto, oltre a diventare oggetto di meditazione, che deriva dalla Chiesa medievale, è stato a volte mostrato nelle rappresentazioni quando non utilizzato direttamente sui penitenti. È questo il caso delle antiche confraternite penitenziali come quelle dei battenti o dei flagellanti, presto abolite dall'autorità ecclesiastica per gli eccessi e le efferatezze, ma anche le più recenti processioni ottocentesche del Venerdì Santo con i confratelli che portano il gallo (che simboleggia il tradimento di san Pietro, Marco 14,66-71 e par.) e i dadi da gioco (che simboleggiano i soldati romani: sulle vesti tirarono in sorte..., Marco 15,24 e par.).

## Ritrovamento
Diversi autori (tra cui sant'Ambrogio e san Gregorio di Tours) riferiscono che, dopo la deposizione di Gesù dalla croce, gli strumenti della Passione furono seppelliti sul luogo della crocifissione, e vennero ritrovati circa trecento anni dopo da sant'Elena, madre dell'imperatore Costantino I, che allo scopo fece scavare l'area del Golgota, dove all'epoca sorgeva un tempio pagano.
Secondo il racconto tradizionale, colorito di particolari leggendari, furono ritrovate tre croci: quella di Gesù e quelle dei due ladroni che erano stati crocifissi con lui. La croce di Gesù fu riconosciuta accostandovi un paralitico, il quale fu subito guarito. Nella croce erano ancora conficcati i chiodi, tre (se i piedi erano stati inchiodati insieme) o quattro; fu ritrovato anche il titulus, cioè l'iscrizione con il motivo della condanna. Sant'Elena portò alcuni frammenti della croce e gli altri oggetti a Roma; durante la traversata del Mare Adriatico la nave si trovò in mezzo a una tempesta, l'imperatrice gettò uno dei chiodi in mare e subito le acque si placarono. Dei due o tre chiodi superstiti, uno fu montato sull'elmo da battaglia di Costantino, l'altro o gli altri furono modellati a forma di morso per il suo cavallo. Essi fecero certamente parte delle insegne imperiali almeno fino al 395, quando sant'Ambrogio ne parlò nella sua orazione funebre per l'imperatore Teodosio I.

## Le reliquie

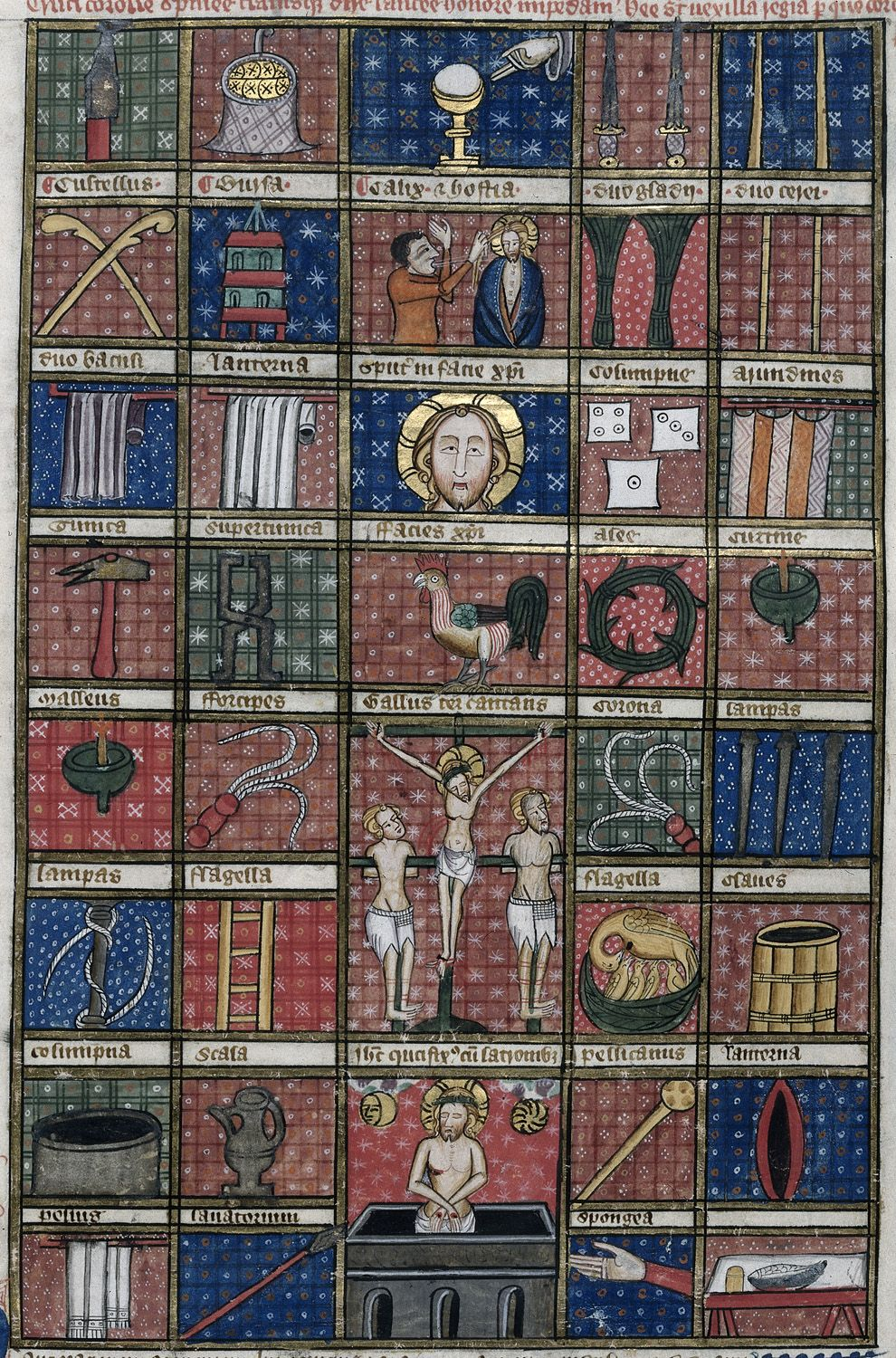
Arma Christi dal codice Royal 6 E VI : James le Palmer, Omne Bonum (V.1: Absolucio-Circumcisio), 1360-1375 circa, 345 x 190 mm (su foglio 455 x 310), Londra, British Library

Dopo il ritrovamento da parte di sant'Elena, nel corso dei secoli gli strumenti della Passione furono disseminati in diversi luoghi. Numerose chiese affermano di possederne uno o più.
Per valutare la possibilità che tali oggetti siano autentici, occorre verificare due ipotesi:
- se i reperti che sant'Elena affermò d'avere trovato fossero oppure no le autentiche reliquie della Passione di Gesù;
- se esiste una documentazione storica che permetta di ricondurre gli strumenti oggi esistenti a quelli ritrovati da sant'Elena.

### La croce
La croce di Gesù rinvenuta da sant'Elena veniva conservata a Gerusalemme; nel VII secolo fu razziata dai Persiani e recuperata dall'imperatore bizantino Eraclio, quindi nel 1187 andò perduta nella battaglia di Hattin, in cui i cristiani furono sconfitti.
Nel corso dei secoli, tuttavia, ne erano stati prelevati molti frammenti di varie dimensioni che si trovano oggi in diversi luoghi. Alcuni tra i più grandi sono a Liébana (Spagna), Roma, Parigi. I frammenti più piccoli sono numerosissimi: nel XVI secolo Giovanni Calvino affermava ironicamente che ci si sarebbe potuta costruire una nave. Si trattava però di una esagerazione:un catalogo compilato nell'Ottocento mostra che il volume complessivo di tutti i frammenti noti è molto inferiore a quello che poteva avere la croce.

### I chiodi
- Nella basilica di Santa Croce in Gerusalemme a Roma si conserva la testa di un chiodo che vi sarebbe stato portato direttamente da sant'Elena. Inoltre dei frammenti della croce e una parte del titulus crucis, l'iscrizione con il motivo della condanna.
- Nel Duomo di Milano vi sarebbe il chiodo modellato a forma di morso, rimasto a Milano dopo la morte di Teodosio. La prima documentazione sicura della sua presenza però risale al Medioevo. Conservato ordinariamente in una nicchia in cima all'abside, a circa 42 metri da terra, viene esposto ai fedeli una volta all'anno: per raggiungere la nicchia l'arcivescovo sale con un ascensore artisticamente decorato chiamato nivola.
- Nel Duomo di Monza è custodita la Corona ferrea, che sarebbe il diadema dell'elmo di Costantino. Tradizionalmente si ritiene che con il sacro chiodo sia stata battuta la lamina metallica circolare inserita al suo interno. Recenti analisi però hanno trovato che tale lamina è, in effetti, d'argento (l'identificazione della Corona col diadema di Costantino, invece, potrebbe essere corretta).
- Un altro chiodo sarebbe inserito nella Sacra Lancia usata dagli imperatori del Sacro Romano Impero, oggi conservata a Vienna. La tradizione la identifica con la lancia con cui Longino trafisse il costato di Gesù.

### La corona di spine
La presunta corona di spine si conservava a Costantinopoli; nel XIII secolo il re di Francia san Luigi IX la acquistò e la collocò nella Sainte-Chapelle da lui fatta costruire a Parigi per ospitarvi questa e altre reliquie. Oggi essa non ha più spine perché nel corso dei secoli furono tutte staccate e donate a chiese o personaggi di riguardo.

### La colonna della flagellazione
La presunta colonna utilizzata dai soldati romani per flagellare Gesù su indicazione di Pilato è conservata oggi a Roma, presso la Basilica di Santa Prassede, fatta giungere direttamente da Gerusalemme nel XIII secolo dal cardinale Giovanni Colonna.

### La Lancia Sacra
La lancia utilizzata secondo la tradizione da Longino per trafiggere il costato di Cristo crocifisso, è tradizionalmente identificata con la Lancia Sacra conservata nel tesoro imperiale di Vienna.

### Il velo della Veronica
Il panno di lino che Santa Veronica utilizzò per asciugare il volto di Gesù durante la salita al calvario, sul quale rimase impresso il volto di Cristo.
Di questa reliquia esistono diversi esemplari al mondo ad oggi conosciuti, di cui il più famoso è quello nella basilica di San Pietro in Vaticano.

### Altri simboli e oggetti legati alla passione di Cristo
- La canna posta nelle mani di Gesù come scettro durante l'episodio della sua derisione da parte dei soldati
- Il mantello rosso della derisione
- Il titulus crucis, apposto sulla croce
- Il Santo Graal, il calice usato da Gesù nell'Ultima Cena che alcune tradizioni vogliono sia stato utilizzato poi da Giuseppe d'Arimatea per raccogliere il sangue sgorgato dal costato di Cristo durante la crocifissione
- La tunica di Gesù, che la tradizione vuole conservata a Treviri
- I dadi con i quali i soldati si giocarono a sorte la tunica di Cristo
- Il gallo che cantò quando san Pietro rinnegò per la terza volta Gesù (Mc, 14,66-71)
- Un contenitore di aceto, usato per dissetare Gesù (Mt 27,33-50)
- La canna usata per porgere la sacra spugna imbevuta d'aceto a Gesù (Mt 27,33-50)
- La scala usata per la deposizione di Gesù dalla croce
- Il martello usato per picchiare i chiodi nelle mani e nei piedi di Gesù
- La tenaglia usata per rimuovere i chiodi
- La sindone usata per avvolgere il corpo di Gesù durante la sepoltura (Gv 23,50-56)
- Il sole e la luna, rappresentanti l'eclissi che si verificò durante la passione di Cristo (Mt 27,33-50)
- I trenta pezzi d'argento (o un sacco di monete), prezzo del tradimento di Giuda (Mt 27,3-10)
- La mano o il guanto che colpì il volto di Gesù durante la derisione (Lc, 22,63-65)
- Le catene o le corde che cinsero Gesù durante la notte in prigione
- La lanterna o le torce usate dai soldati che arrestarono Gesù nell'orto degli ulivi, oltre alle spade ed ai bastoni (Mc 14,43-52)
- La spada usata da Pietro per tagliare l'orecchio di Malco, servo del sommo sacerdote. Talvolta si raffigura anche un orecchio umano (Gv 18,10)